# Giere
Giere är en sjö i Storumans kommun i Lappland och ingår i Umeälvens huvudavrinningsområde. Sjön har en area på 0,125 kvadratkilometer och ligger 672,3 meter över havet. Giere ligger i Vindelfjällen Natura 2000-område. Sjön avvattnas av vattendraget Gardsjöbäcken (Danabäcken).

## Delavrinningsområde
Giere ingår i det delavrinningsområde (727456-152904) som SMHI kallar för Inloppet i Stor-Danasjön. Medelhöjden är 692 meter över havet och ytan är 49,09 kvadratkilometer. Det finns inga avrinningsområden uppströms utan avrinningsområdet är högsta punkten. Gardsjöbäcken (Danabäcken) som avvattnar avrinningsområdet har biflödesordning 2, vilket innebär att vattnet flödar genom totalt 2 vattendrag innan det når havet efter 323 kilometer. Avrinningsområdet består mestadels av skog (91 procent). Avrinningsområdet har 0,32 kvadratkilometer vattenytor vilket ger det en sjöprocent på 0,7 procent.